# Horkýže Slíže
Horkýže Slíže (slowakisch etwa Was für Nudeln oder Welche Nudeln) ist eine im Jahre 1992 in Nitra gegründete slowakische Rockband. Im Laufe der Zeit hat sich der Stil vom echten Hardrock zum Softrock verwandelt und ist im Allgemeinen dem Punkrock oder Comedy Rock zuzuordnen. Die Texte sind humorvoll, teilweise auch vulgär.
Der Band sind bisher zwei Platin-Schallplatten (für Kýže sliz und Ukáž tú tvoju ZOO) verliehen worden.

## Diskografie

### Studioalben
- 1996: V rámci oného
- 1998: Vo štvorici po opici
- 2000: Ja chaču tebja
- 2001: Festival Chorobná
- 2002: Kýže sliz
- 2003: Alibaba a 40 krátkych songov
- 2004: Ritero Xaperle Bax
- 2007: Ukáž tú tvoju ZOO
- 2009: 54 dole hlavou
- 2012: St. Mary Huana Ganja
- 2017: Pustite Karola!
- 2021: Alibaba a 40 krátkych songov 2

### Livealben
- 2005: Živák (CD/DVD)

### Kompilationen
- 2001: Best uff
- 2011: V dobrej viere

### Demos
- 1994: Prvý slíž